# Philachoerus johanni
Philachoerus johanni är en plattmaskart som beskrevs av Jürgen Dörjes 1968. Philachoerus johanni ingår i släktet Philachoerus och familjen Anaperidae. Inga underarter finns listade i Catalogue of Life.